# Copestylum infractum
Copestylum infractum är en tvåvingeart som beskrevs av Thompson 1981. Copestylum infractum ingår i släktet Copestylum och familjen blomflugor.
Artens utbredningsområde är Dominica. Inga underarter finns listade i Catalogue of Life.